# VM i volleyball for damer
Verdensmesterskabet i volleyball for kvinder er blevet arrangeret siden 1952 af Fédération Internationale de Volleyball (FIVB). Det første mesterskab blev afholdt i (og vundet af) Sovjetunionen. Sovjetunionen/Rusland har også været det mest succesrige hold med i alt 7 sejre.
Mesterskaberne afholdes hvert fjerde år. Oprindeligt blev mesterskaberne afholdt samme år som de olympiske lege. I forbindelse med at volleyball blev en olympisk sport i 1964, ændrede FIVB tidspunktet for mesterskabet, så det fremover ville blive afholdt på lige år mellem sommer-OL med start i 1962. Den planlagte vært for mesterskaberne i 1966, Peru, trak sig dog tilbage på et sent tidspunkt. Det betød, at de udskød til begyndelsen af 1967, før mesterskaberne kunne afholdes i Japan.

## Result
| 1952 | Sovjetunionen   | Sovjetunionen   | Finalerunde (3–0) | Polen         | Tjekkoslovakiet       | Finalerunde (3–2) | Bulgarien       | 8  |
| 1956 | Frankrig        | Sovjetunionen   | Finalerunde (3–2) | Rumænien      | Polen                 | Finalerunde (3–2) | Tjekkoslovakiet | 17 |
| 1960 | Brasilien       | Sovjetunionen   | Finalerunde (3–1) | Japan         | Tjekkoslovakiet       | Finalerunde (3–0) | Polen           | 10 |
| 1962 | Sovjetunionen   | Japan           | Finalerunde (3–1) | Sovjetunionen | Polen                 | Finalerunde (3–0) | Rumænien        | 14 |
| 1967 | Japan           | Japan           | Finalerunde (3–0) | USA           | Sydkorea              | Finalerunde (3–0) | Peru            | 4  |
| 1970 | Bulgarien       | Sovjetunionen · | Finalerunde (3–1) | Japan         | Nordkorea             | Finalerunde (3–2) | Ungarn          | 16 |
| 1974 | Mexiko          | Japan           | Finalerunde (3–0) | Sovjetunionen | Sydkorea              | Finalerunde (3–1) | DDR             | 23 |
| 1978 | Sovjetunionen   | Cuba            | 3–0               | Japan         | Sovjetunionen         | 3–1               | Sydkorea        | 23 |
| 1982 | Peru            | Kina            | 3–0               | Peru          | USA                   | 3–1               | Japan           | 23 |
| 1986 | Tjekkoslovakiet | Kina            | 3–1               | Cuba          | Peru                  | 3–1               | DDR             | 16 |
| 1990 | Kina            | Sovjetunionen   | 3–1               | Kina          | USA                   | 3–1               | Cuba            | 16 |
| 1994 | Brasilien       | Cuba            | 3–0               | Brasilien     | Rusland               | 3–1               | Sydkorea        | 16 |
| 1998 | Japan           | Cuba            | 3–0               | Kina          | Rusland               | 3–1               | Brasilien       | 16 |
| 2002 | Tyskland        | Italien         | 3–2               | USA           | Rusland               | 3–1               | Kina            | 24 |
| 2006 | Japan           | Rusland         | 3–2               | Brasilien     | Serbien og Montenegro | 3–0               | Italien         | 24 |
| 2010 | Japan           | Rusland         | 3–2               | Brasilien     | Japan                 | 3–2               | USA             | 24 |
| 2014 | Italien         | USA             | 3–1               | Kina          | Brasilien             | 3–2               | Italien         | 24 |
| 2018 | Japan           | Serbien         | 3–2               | Italien       | Kina                  | 3–0               | Holland         | 24 |
| 2022 | Holland / Polen | Serbien         | 3–0               | Brasilien     | Italien               | 3–0               | USA             | 24 |